# Alpine Skiweltmeisterschaften der Behinderten 2011
Die 10. Alpine Skiweltmeisterschaften der Behinderten 2011 fand vom 14. Januar bis zum 23. Januar 2011 im italienischen Sestriere statt.

## Männer
| Disziplin          | Klasse       | Gold                                            | Zeit    | Silber                                          | Zeit    | Bronze                                      | Zeit    |
| ------------------ | ------------ | ----------------------------------------------- | ------- | ----------------------------------------------- | ------- | ------------------------------------------- | ------- |
| Abfahrt            | sehbehindert | Nicolas Berejny (Guide: Gregory Nouhaud)        | 1:21,40 | Jon Santacana Maiztegui (Guide: Miguel Galindo) | 1:21,59 | Christopher Williamson (Guide: Robin Ferny) | 1:22,76 |
| Abfahrt            | sitzend      | Akira Kano                                      | 1:20,94 | Taiki Morii                                     | 1:21,39 | Kees-Jan van der Klooster                   | 1:21,63 |
| Abfahrt            | stehend      | Gerd Schönfelder                                | 1:21,84 | Vincent Gauthier-Manuel                         | 1:22,08 | Thomas Pfyl                                 | 1:22,96 |
| Super-G            | sehbehindert | Jon Santacana Maiztegui (Guide: Miguel Galindo) | 1:19,20 | Christopher Williamson (Guide: Robin Ferny)     | 1:19,50 | Nicolas Berejny (Guide: Gregory Nouhaud)    | 1:20,47 |
| Super-G            | sitzend      | Christopher Devlin-Young                        | 1:17,67 | Taiki Morii                                     | 1:18,29 | Cyril More                                  | 1:19,50 |
| Super-G            | stehend      | Gerd Schönfelder                                | 1:19,22 | Vincent Gauthier-Manuel                         | 1:19,26 | Thomas Pfyl                                 | 1:19,95 |
| Super- Kombination | sehbehindert | Jon Santacana Maiztegui (Guide: Miguel Galindo) | 2:07,43 | Jakub Krako (Guide: Dusan Simo)                 | 2:08,36 | Christopher Williamson (Guide: Robin Ferny) | 2:09,29 |
| Super- Kombination | sitzend      | Takeshi Suzuki                                  | 2:07,79 | Cyril More                                      | 2:08,93 | Yohann Taberlet                             | 2:09,98 |
| Super- Kombination | stehend      | Vincent Gauthier-Manuel                         | 2:05,31 | Gerd Schönfelder                                | 2:07,06 | Thomas Pfyl                                 | 2:08,88 |
| Riesenslalom       | sehbehindert | Jon Santacana Maiztegui (Guide: Miguel Galindo) | 2:10,78 | Jakub Krako (Guide: Dusan Simo)                 | 2:12,10 | Radomir Dudas (Guide: Maros Hudik)          | 2:17,3  |
| Riesenslalom       | sitzend      | Taiki Morii                                     | 2:15,79 | Takeshi Suzuki                                  | 2:15,90 | Christoph Kunz                              | 2:16,11 |
| Riesenslalom       | stehend      | Vincent Gauthier-Manuel                         | 2:10,98 | Thomas Pfyl                                     | 2:11,41 | Gerd Schönfelder                            | 2:11,47 |
| Slalom             | sehbehindert | Jakub Krako (Guide: Dusan Simo)                 | 1:28,83 | Jon Santacana Maiztegui (Guide: Miguel Galindo) | 1:29,11 | Radomir Dudas (Guide: Maros Hudik)          | 1:30,68 |
| Slalom             | sitzend      | Takeshi Suzuki                                  | 1:29,31 | Yohann Taberlet                                 | 1:32,24 | Thomas Nolte                                | 1:33,76 |
| Slalom             | stehend      | Vincent Gauthier-Manuel                         | 1:27,05 | Gerd Schönfelder                                | 1:27,22 | Toby Kane                                   | 1:28,49 |

## Frauen
| Disziplin          | Klasse       | Gold                                         | Zeit    | Silber                                            | Zeit    | Bronze                                            | Zeit    |
| ------------------ | ------------ | -------------------------------------------- | ------- | ------------------------------------------------- | ------- | ------------------------------------------------- | ------- |
| Abfahrt            | sehbehindert | Henrieta Farkasova (Guide: Natalia Subrotva) | 1:28,36 | Melissa Perrine (Guide: Andrew Bor)               | 1:40,50 | Alexandra Frantseva (Guide: Evgenia Kolosovskaya) | 1:41,87 |
| Abfahrt            | sitzend      | Alana Nichols                                | 1:30,45 | Laurie Stephens                                   | 1:33,05 | Claudia Lösch                                     | 1:35,35 |
| Abfahrt            | stehend      | Andrea Rothfuss                              | 1:29,62 | Marie Bochet                                      | 1:29,86 | Solène Jamaqué                                    | 1:30,09 |
| Super-G            | sehbehindert | Anna Kulíšková (Guide: Michaela Hubacova)    | 1:34,28 | Alexandra Frantseva (Guide: Evgenia Kolosovskaya) | 1:35,49 | Melissa Perrine (Guide: Andrew Bor)               | 1:38,08 |
| Super-G            | sitzend      | Alana Nichols                                | 1:27,56 | Laurie Stephens                                   | 1:28,66 | Claudia Lösch                                     | 1:29,04 |
| Super-G            | stehend      | Solène Jamaqué                               | 1:25,08 | Marie Bochet                                      | 1:25,48 | Andrea Rothfuss                                   | 1:26,48 |
| Super- Kombination | sehbehindert | Henrieta Farkasova (Guide: Natalia Subrotva) | 2:25,83 | Alexandra Frantseva (Guide: Evgenia Kolosovskaya) | 2:32,31 | Melissa Perrine (Guide: Andrew Bor)               | 2:32,84 |
| Super- Kombination | sitzend      | Anna Schaffelhuber                           | 2:31,62 | Claudia Lösch                                     | 2:33,11 | Laurie Stephens                                   | 2:42,68 |
| Super- Kombination | stehend      | Solène Jamaqué                               | 2:21,94 | Andrea Rothfuss                                   | 2:22,28 | Karolina Wisniewska                               | 2:25,79 |
| Riesenslalom       | sehbehindert | Henrieta Farkasova (Guide: Natalia Subrotva) | 2:19,20 | Alexandra Frantseva (Guide: Evgenia Kolosovskaya) | 2:28,73 | Kelly Gallagher (Guide: Charlotte Evans)          | 2:31,68 |
| Riesenslalom       | sitzend      | Anna Schaffelhuber                           | 2:31,73 | Claudia Lösch                                     | 2:32,43 | Alana Nichols                                     | 2:38,22 |
| Riesenslalom       | stehend      | Marie Bochet                                 | 2:23,32 | Petra Smaržová                                    | 2:24,55 | Andrea Rothfuss                                   | 2:24,99 |
| Slalom             | sehbehindert | Henrieta Farkasova (Guide: Natalia Subrotva) | 1:42,71 | Kelly Gallagher (Guide: Charlotte Evans)          | 1:47,67 | Alexandra Frantseva (Guide: Evgenia Kolosovskaya) | 1:49,98 |
| Slalom             | sitzend      | Anna Schaffelhuber                           | 1:48,80 | Claudia Lösch                                     | 1:52,62 | Alana Nichols                                     | 2:27,49 |
| Slalom             | stehend      | Andrea Rothfuss                              | 1:39,98 | Petra Smaržová                                    | 1:43,72 | Karolina Wisniewska                               | 1:45,53 |

## Team
| Gold | Zeit    | Silber                                                                                           | Zeit    | Bronze | Zeit    |
| --- | ------- | ------------------------------------------------------------------------------------------------ | ------- | --- | ------- |
| Frankreich Vincent Gauthier-Manuel Nicolas Berejny (Guide: Gregory Nouhaud) Marie Bochet Cyril More Yohann Taberlet | 6:55,09 | Deutschland Andrea Rothfuss Martin Braxenthaler Thomas Nolte Franz Hanfstingl Anna Schaffelhuber | 6:56,28 | Slowakei Henrieta Farkašová (Guide: Natalia Subrotva) Jakub Krako (Guide: Dusan Simo) Martin France Norbert Holik | 7:03,86 |

## Medaillenspiegel
| Platz | Land                   | Gold | Silber | Bronze | Gesamt |
| ----- | ---------------------- | ---- | ------ | ------ | ------ |
| 1     | Frankreich             | 8    | 6      | 4      | 18     |
| 2     | Deutschland            | 7    | 4      | 4      | 15     |
| 3     | Slowakei               | 5    | 4      | 2      | 11     |
| 4     | Japan                  | 4    | 3      | 0      | 7      |
| 5     | Vereinigte Staaten     | 3    | 2      | 3      | 8      |
| 6     | Spanien                | 3    | 2      | 0      | 5      |
| 7     | Tschechien             | 1    | 0      | 0      | 1      |
| 8     | Österreich             | 0    | 3      | 2      | 5      |
| 8     | Russland               | 0    | 3      | 2      | 5      |
| 10    | Kanada                 | 0    | 1      | 5      | 6      |
| 11    | Schweiz                | 0    | 1      | 4      | 5      |
| 12    | Australien             | 0    | 1      | 3      | 4      |
| 13    | Vereinigtes Königreich | 0    | 1      | 1      | 2      |
| 14    | Niederlande            | 0    | 0      | 1      | 1      |